# Linus Irmisch
Linus Irmisch (geboren am 28. April 1846 in Augustusburg; gestorben vor dem 20. Januar 1910 in Braunschweig) war ein deutscher Historiker und Numismatiker, der sich neben der Münzkunde und der Sprachforschung insbesondere mit der Geschichte des Buchdrucks, dem Schriftsatz und der Schriftgießerei beschäftigte.

## Leben
Irmisch war ursprünglich Buchdrucker, Korrektor und Setzer, musste diesen Beruf jedoch aufgrund eines Augenleidens aufgeben. Er verfasste regelmäßig Beiträge zu technischen Themen für deutsche Fachzeitschriften für Druckerei und mehrere Schriften zu den Themen Buchdruck, Schriftsetzerei und Schriftgießerei. Irmisch war an der Ausrichtung der im Jahr 1906 anlässlich der 400-jährigen Geschichte des Buchdrucks in Braunschweig stattfindenden Ausstellung beteiligt. Er war bis zum 17. Mai 1901 Mitglied der Hauptverwaltung der Unterstützungskasse des Deutschen Buchdruckervereins, der Typographischen Gesellschaft Braunschweig, zu deren 1. Schriftführer er 1906 gewählt wurde, und der Gutenberg-Gesellschaft. Er befasste sich zudem mit der Deutschen Sprache und Wortherkunft. So gab er an, dass die Bezeichnung „Teekessel“ (oder Theekessel), nichts mit Tee als Getränk oder dem Kessel als Behältnis zu tun habe, sondern aus dem Scheltwort „Teigesel“ abgeleitet werden könne, das insbesondere im sächsischen Sprachraum verwendet wurde, so unter anderem in Leipzig in der Form „Deek-Esel“ als Bezeichnung für Bäckerjungen. Dabei nahm er Bezug auf den Beitrag Theekessel (Tölpel) und Verwandtes von Oskar Weise (1851–1933) aus dem Jahr 1900. 1882 bis 1887 veröffentlichte er im Journal für Buchdruckerkunst sein Typographisches Wörterbuch, das er 1901 als Wörterbuch der Buchdrucker und Schriftgießer etwa siebzehnhundert fachgewerbliche und fachgesellschaftliche Wörter und Redensarten neu auflegte. In Braunschweig wohnte er in der Zimmerstraße Nr. 12 und veröffentlichte noch 1909 die Schrift Heimatliche Erinnerungen aus Augustusburg und seiner Umgebung im Augustusburger Wochenblatt. Er setzte seine Geburtsstadt als Erbin seine umfangreiche Sammlung von Münzen und Medaillen, Büchern und Manuskripten zur Numismatik ein.

## Werke (Auswahl)
- Über den Gebrauch des Apostrophs. In: Ludwig Herrig (Hrsg.): Archiv für das Studium der neueren Sprachen und Literaturen. 35. Jahrgang, Band 66, George Westermann, Braunschweig 1881, S. 191–204 (Textarchiv – Internet Archive).
- Kurze Geschichte der Buchdruckereien im Herzogtume Braunschweig zur 450jährigen Feier der Erfindung der Buchdruckerkunst. Schulbuchhandlung George Westermann, Braunschweig 1890, doi:10.24355/dbbs.084-200911111101-0.
- Wörterbuch der Buchdrucker und Schriftgießer etwa siebzehnhundert fachgewerbliche und fachgesellschaftliche Wörter und Redensarten. Selbstverlag, Druck George Westermann, Braunschweig 1901 (archive.org).
- Bewegliche Lettern. In: Paul Zimmermann (Hrsg.): Braunschweigisches Magazin. 8. Jahrgang, Julius Zwißler, Wolfenbüttel 1902, S. 43–44 (Textarchiv – Internet Archive).
- Der Korrektor und Revisor – eine praktische Anleitung zum Lesen von Korrekturen und Revisionen für Buchdrucker und Buchhändler. Julius Mäser, Leipzig 1905.
- Städtisches Museum Braunschweig, Typographische Gesellschaft Braunschweig (Hrsg.): 1506–1906. Führer durch die Jubiläums-Ausstellung graphischer Künste. Veranstaltet zur Feier der 400 jährigen Einführung der Buchdruckerkunst in Braunschweig von der Typographischen Gesellschaft Braunschweig im Ausstellungssaal des Städtischen Museums. George Westermann, Braunschweig 1906.
- Zwei seltene Münzen des Kurfürsten August von Sachsen 1553–1586. In: Frankfurter Münzzeitung. Nr. 75, 1. März 1907, S. 43–44.